# Milton Katselas
Milton George Katselas (Pittsburgh, 22 dicembre 1933 – Los Angeles, 24 ottobre 2008) è stato un regista statunitense.

## Filmografia
Cinema
- Le farfalle sono libere (Butterflies Are Free) (1972)
- La signora a 40 carati (40 Carats) (1973)
- Rapporto al capo della polizia (Report to the Commissioner) (1975)
- When You Comin' Back, Red Ryder? (1979)

Televisione
- L'abisso - Storia di una madre e di una figlia (Strangers: The Story of a Mother and Daughter) (1979) - film TV
- Finché vita non ci separi (The Rules of Marriage) (1982) - film TV